# Corydoras areio
Corydoras areio es una especie de pez de la familia Callichthyidae en el orden de los Siluriformes.

## Morfología
Los machos pueden llegar alcanzar los 5 cm de longitud total.

## Distribución geográfica
Se encuentran en Sudamérica: en el centro de Brasil, en la cuenca del alto río Paraguay.